# Àngel Ros
Àngel Ros Domingo (Lérida, 9 de agosto de 1952) es un político español, alcalde de Lérida (2004-2018), y presidente del Partido de los Socialistas de Cataluña. Fue embajador de España en el Principado de Andorra (2018-2023).

## Inicios
Ros cursó su formación académica básica en el Colegio Maristas Montserrat de Lérida y seguidamente los estudios de PREU en el Instituto Màrius Torres de Lérida.
Licenciado en Ciencias físicas por la Universidad de Barcelona. Doctor en Informática por la Universidad Politécnica de Madrid y MBA por el Instituto de la Empresa de Madrid.
Como trayectoria profesional fue Becario en IBM, seguidamente Informático en COPAGA, Director de los servicios de Informática del Ayuntamiento de Lérida, Gerente del Centro Municipal de Informática del Ayuntamiento de Madrid, Coordinador de los Servicios de Información del Ayuntamiento de Barcelona, Director de Organización y Sistemas en San Miguel, Director de Sistemas en la embotelladora Cobega y sigue siendo Profesor Titular en la Universidad Ramon Llull.
También ha sido profesor de Física en la Universidad de Lérida y profesor de Ingeniería Informática en la misma universidad así como en la Universidad Politécnica de Cataluña, y en la Escuela Superior de Administración y Dirección de Empresas (ESADE).

## Carrera política
Entra en el movimiento universitario del PSUC en la década de 1970. Milita en el PSC desde 1979; se le considera miembro del ala catalanista del PSC. Fue fundador de la Asociación de Vecinos del Camp d'Esports, fundador, secretario y presidente de la Federación de Asociaciones de Vecinos de Lérida y miembro del secretariado del Segriá del Congreso de Cultura Catalana y Òmnium Cultural.
En 2003 forma parte de la lista municipal de la ciudad de Lérida en el número 3. Ha sido teniente de alcalde de Promoción Económica en el Ayuntamiento de Lérida.
En 2004 Àngel Ros, pasa a ser alcalde de la ciudad en sustitución de Antoni Siurana i Zaragoza, quien tras 22 años en el cargo presentó su renuncia para ser consejero de Agricultura, Ganadería y Pesca de la Generalidad de Cataluña. Fue elegido alcalde con 16 votos, los 10 de su grupo y los 6 de ICV y ERC, sus socios en el equipo de gobierno.
Gana por mayoría absoluta en las elecciones municipales de 2007 con 15 concejales, uno más de los necesarios para formar mayoría absoluta (14).
Su mandato al frente del Ayuntamiento de Lérida se ha caracterizado por el impulso a grandes obras de ciudad como el puente de Príncipe de Viana y el nuevo teatro-auditorio Lonja de Lérida o las actuaciones urbanísticas en el entorno de la estación ferroviaria de la ciudad.
Durante la alcaldía de Àngel Ros Lérida se convirtió en la primera ciudad española en aprobar una normativa que impide entrar en equipamientos municipales ocultándose el rostro con prendas islámicas como el burka o el nicab o con cualquier otro elemento. La decisión fue criticada por innecesaria por la Generalidad de Cataluña y organizaciones islámicas, pero semanas después otras ciudades catalanas y españolas empezaron a aprobar medidas similares. Otro motivo de fricción con la comunidad islámica local fue el cierre cautelar de la mezquita de la calle Nord, la mayor de las dos ubicadas en la capital ilerdense, por superar ampliamente su aforo máximo permitido. En 2007 el Ayuntamiento de Lérida ofreció un solar en régimen de alquiler para la construcción de una nueva mezquita de mayor capacidad en el polígono industrial El Segre. Pese a contar con el proyecto del edificio las obras no llegaron a iniciarse, y en la actualidad los musulmanes buscan financiación para levantar un templo mayor que el previsto inicialmente y ubicado en una zona más próxima al centro de la ciudad.
Durante la aprobación de la Ley de Veguerías de Cataluña Ros mostró su disconformidad a la partición de la actual provincia de Lérida en tres veguerías.
Un estudio del Monitor Empresarial de Reputación Corporativa realizado en 2010 situó a Àngel Ros como el alcalde más valorado por sus conciudadanos de Cataluña y el cuarto de España. Ros ha afirmado que su proyecto es a 10 años y que las de 2011 serán las últimas elecciones en las que se presentará como candidato a alcalde. También renunció a encabezar la lista por la circunscripción de Lérida en las elecciones al Parlamento de Cataluña de 2010.
En febrero de 2011 Ros mostró su disponibilidad para sustituir a José Montilla al frente de los socialistas catalanes, siempre que el cargo fuera compatible con el del alcalde de Lérida.
Ros reeditó su mayoría absoluta en las elecciones municipales de 2011.
En septiembre de 2011 Àngel Ros anunció oficialmente su candidatura a la primera secretaría del PSC y el 2014 fue nombrado presidente de la federación a petición del secretario general Miquel Iceta. 
El 17 de diciembre de 2012 tomó posesión como diputado de la X legislatura del Parlamento de Cataluña afirmando que "el mismo compromiso para defender y hacer progresar la ciudad de Lérida es el que defenderé para el conjunto del territorio". El 15 de enero de 2014 renuncia a su escaño en el parlamento en desacuerdo con la posición de su partido de oponerse a la petición del Parlamento a solicitar al Gobierno central la transferencia de la competencia para convocar referéndum de cara al proyecto de referéndum de autodeterminación de Cataluña y a la postura en general de éste frente al proceso de independencia.
El 9 de julio de 2015 es nombrado nuevamente alcalde con el apoyo de Ciudadanos tras pactar una revisión del uso del catalán en el Ayuntamiento de Lérida.
A finales de julio de 2018 el Gobierno español solicitó al Principado de Andorra el plácet a fin de que Àngel Ros fuera nombrado Embajador de España en dicho país, cargo que ratificó el Consejo de Ministros del 3 de agosto y que fue publicado en el Boletín Oficial del Estado (BOE) del 4 de agosto.
Ros renunció a sus cargos de alcalde y concejal en el Ayuntamiento de Lérida el sábado 4 de agosto de 2018. Posteriormente fue nombrado embajador de España en el Principado de Andorra,cesando en dicho cargo el 14 de febrero de 2023. 

### Otros cargos
Además de alcalde de Lérida, Àngel Ros fue Presidente del Centro de Informática Municipal de Lérida; Presidente del Centre de Negocis i Convencions S.A.; Presidente del Consorci Gestió TDT Lleida; Presidente del Parque Agroalimentario de Lérida; Presidente de la Empresa Municipal Urbanisme Lleida S.L.; Presidente de la Llotja Agropecuària Mercolleida S.A.; Presidente de la Mancomunitat d'Àigües de Pinyana; Presidente del Consorci Acolliment Lleida; Presidente de la Comissió Noves Tecnologies FEMP; Presidente de Mercolleida; Presidente de la Feria de Lérida y es Presidente del PSC.

### Polémicas
Marta Camps, su exteniente de alcalde, denunció públicamente irregularidades de la administración presidida por Àngel Ros tras ser destituida, entre ellas la autorización de gastos injustificados por consumo de telefonía móvil, utilización indebida de datos personales, sueldos de cargos electos no justificados y mal uso de fondos públicos. En concreto, Camps ha apuntado el cobro de dietas injustificadas en viajes a China (1.500 euros) y Hannover (16.952) y regalos institucionales desproporcionados (36.000 euros en fulares y corbatas de diseño). Además denunció en la Oficina Antifraude que Àngel Ros participó en comidas institucionales, aperitivos y cáterin que supusieron a la Paeria 63.075 euros en el año 2014.
Àngel Ros denunció por injurias y calumnias a Marta Camps tras estas acusaciones pero la Audiencia de Lérida archivó la denuncia.
En 2014 la CUP denunció ante Naciones Unidas el panegírico que Àngel Ros dedicó al exalcalde franquista Víctor Hellín que homenajeaba al fascismo.
Se le acusa de facilitar la entrada laboral en su administración a su yerno José Crespín.
En 2017 el grupo municipal Comú de Lérida denunció a Àngel Ros entre otros por prevaricación, tráfico de influencias y malversación continuada de dinero público al considerar que anulaban multas de la Policía Local y la Zona Azul a cargos públicos, adjuntando la lista de denuncias anuladas, pero la Fiscalía del Tribunal Superior de Justicia de Cataluña archivó la denuncia. La "lista blanca" publicada contiene 60 expedientes de personas físicas o jurídicas diferentes, relacionadas con 665 multas. De estas, 13 expedientes corresponden a cargos electos, 12 de funcionarios, 9 de empresarios y 16 de familiares de políticos, concejales, funcionarios, colaboradores, miembros de la sociedad civil o de listas del PSC. Àngel Ros aparece en la lista, así como el presidente de la Audiencia Provincial. Un restaurante, por ejemplo, registra más de 90 multas prescritas.
El cantante Pablo Hasél le escribió una canción (Menti-Ros, del grupo prozaks) y fue condenado por ello a una multa y a retirar la canción de Youtube. Más tarde hizo otra canción de 10 minutos contra Àngel Ros sobre la que aún no se ha pronunciado (Un alcalde miserable, no un dios).